# Томич, Драган (футболист)
Драган Томич (серб. Dragan Tomić; род. 25 марта 1991, Темерин, Воеводина) — сербский игрок в мини-футбол. Выступает за сборную Сербии по мини-футболу и бельгийский клуб «Халле-Гойк». Участник Евро 2018 по мини-футболу.

## Карьера
Начал заниматься футболом в возрасте 7 лет в темеринском клубе ТСК, играл в школах клубов ОФК и «Нови-Сад».
В большом футболе играл за клубы низших сербских лиг ЧСК, «Слогу» из Темерина и «Младост» из Бачки-Ярака, а в футзале за «Бечей» и «Деус».
Играл за ливанские клубы «Аль-Меядин» (в клубном чемпионате АФК) и «Банк Бейрута».

## Статистика выступлений
Впервые участвует в Чемпионате Европы по мини футболу 2018 и Чемпионате мира по мини футболу 2021.